# Bia (Fluss)
Der Bia ist ein Fluss in Ghana und der Elfenbeinküste.

## Geographie
Die Quelle des Bia befindet sich in Ghana in der Western North Region etwa 45 km südwestlich der Stadt Sunyani. Der Fluss fließt grob gesehen größtenteils in südlicher Richtung, mit Ausnahme eines Abschnittes zwischen 6°17' und 6° nördlicher Breite, wo der Fluss eine südwestliche Grundrichtung hat. Die ghanaisch-ivorische Grenze überschreitet der Fluss südlich des Bia-Tawaya-Nationalparks bei 6° 5′ 47,5″ N, 3° 5′ 42,3″ W, bevor er schließlich in die Aby-Lagune mündet, über die der Zugang zum Atlantischen Ozean hergestellt ist.
Auf dem Gebiet der Elfenbeinküste wird der Bia bei als Wasser-Reservoir und zum Zwecke hydroelektrischer Energieerzeugung durch den Ayame-Staudamm (5° 34′ 56″ N, 3° 9′ 30″ W) gestaut (nahe der gleichnamigen Stadt Ayame; 5° 35′ N, 3° 7′ W).

## Hydrometrie
Die Durchflussmenge des Bia wurde an der hydrologischen Station in Ayamé beim größten Teil des Einzugsgebietes, über die Jahre 1952 bis 1958 gemittelt, gemessen (in m³/s).
Der Wasserabfluss des Bia beträgt an der Mündung im Durchschnitt 83 m3/s.

## Einzugsgebiet
Das Einzugsgebiet wird mit einem Werten von 10.852 km² angegeben. Davon befinden sich mit 6395 km² knapp 60 % in Guinea, der Rest liegt in der Elfenbeinküste.

## Wirtschaft
Der Staudamm und das Wasserkraftwerk bei Ayame sind noch zu Kolonialzeiten errichtet worden. 1959 ist das Kraftwerk mit einer Kapazität von 19.200 kW ans Netz gegangen, die Fertigstellung des Staudamms (Ayame I) erfolgte allerdings erst 1962, ein weiterer Staudamm (Ayame II) kam 1965 hinzu.

## Umwelt

### Fauna
Im Fluss wurden Anfang der 1960er Jahre 32 verschiedene Fischarten registriert.

### Wasserqualität
Der pH-Wert des Wassers an der Mündung schwankt zwischen 6,5 und 7,5.